# Collegio di Exeter
Exeter è un collegio elettorale inglese situato nel Devon e rappresentato alla camera dei Comuni del parlamento del Regno Unito. Elegge un membro del parlamento con il sistema maggioritario a turno unico; l'attuale parlamentare è Steve Race del Partito Laburista, che rappresenta il collegio dal 2024. 

## Estensione

Exeter dal 2010 al 2024

- 1918-1983: il County Borough di Exeter.
- 1983-2010: la Città di Exeter.
- 2010-2024: i ward della Città di Exeter di Alphington, Cowick, Duryard, Exwick, Heavitree, Mincinglake, Newtown, Pennsylvania, Pinhoe, Polsloe, Priory, St David’s, St James, St Leonard’s, St Thomas e Whipton and Barton.
- dal 2024: i ward della Città di Exeter di Alphington, Duryard and St James, Exwick, Heavitree, Mincinglake and Whipton, Newtown and St Leonard's, Pennsylvania, Priory, St David's e St Thomas.[1]

Il collegio include la maggior parte della città di Exeter, nel Devon.

## Membri del parlamento dal 1885
| Elezione | Elezione             | Deputato                | Partito      |
| -------- | -------------------- | ----------------------- | ------------ |
|          | 1885                 | Henry Northcote         | Conservatore |
| 1899 (S) | Edgar Vincent        |                         | Conservatore |
|          | 1906                 | George William Kekewich | Liberale     |
|          | Gen 1910             | Henry Duke              | Conservatore |
|          | Dic 1910             | Harold St. Maur         | Liberale     |
|          | 1911                 | Henry Duke              | Conservatore |
| 1918     | Robert Newman        |                         | Conservatore |
|          | Robert Newman        | 1929                    | Indipendente |
|          | 1931                 | Arthur Reed             | Conservatore |
| 1945     | John Maude           |                         | Conservatore |
| 1951     | Rolf Dudley-Williams |                         | Conservatore |
|          | 1966                 | Gwyneth Dunwoody        | Laburista    |
|          | 1970                 | John Hannam             | Conservatore |
|          | 1997                 | Ben Bradshaw            | Laburista    |
| 2024     | Steve Race           |                         | Laburista    |

## Elezioni

### Elezioni negli anni 2020
| Partito                    | Partito                                | Candidato                  | Risultati 4 luglio 2024 | Risultati 4 luglio 2024 |
| Partito                    | Partito                                | Candidato                  | Voti                    | %                       |
| -------------------------- | -------------------------------------- | -------------------------- | ----------------------- | ----------------------- |
|                            | Laburista                              | Steve Race                 | 18 225                  | 45,34                   |
|                            | Conservatore                           | Tessa Tucker               | 6 288                   | 15,64                   |
|                            | Verdi                                  | Andrew Bell                | 5 907                   | 14,70                   |
|                            | Reform UK                              | Lee Bunker                 | 4 914                   | 12,23                   |
|                            | Lib Dem                                | Will Aczel                 | 4 201                   | 10,45                   |
|                            | Indipendente                           | William Poulter            | 466                     | 1,16                    |
|                            | Indipendente                           | Robert Spain               | 194                     | 0,48                    |
|                            |                                        |                            |                         |                         |
| Iscritti                   | Iscritti                               | Iscritti                   | 67 840                  | 100,00                  |
| ↳ Votanti (% su iscritti)  | ↳ Votanti (% su iscritti)              | ↳ Votanti (% su iscritti)  | 40 195                  | 59,25                   |
| ↳ Astenuti (% su iscritti) | ↳ Astenuti (% su iscritti)             | ↳ Astenuti (% su iscritti) | 27 645                  | 40,75                   |
|                            |                                        |                            |                         |                         |
|                            | Esito: collegio confermato a Laburista |                            |                         |                         |

### Elezioni negli anni 2010
| Partito                    | Partito                                | Candidato                  | Risultati 12 dicembre 2019 | Risultati 12 dicembre 2019 |
| Partito                    | Partito                                | Candidato                  | Voti                       | %                          |
| -------------------------- | -------------------------------------- | -------------------------- | -------------------------- | -------------------------- |
|                            | Laburista                              | Ben Bradshaw               | 29 882                     | 53,18                      |
|                            | Conservatore                           | John Gray                  | 19 479                     | 34,67                      |
|                            | Verdi                                  | Joe Levy                   | 4 838                      | 8,61                       |
|                            | Brexit                                 | Leslie Willis              | 1 428                      | 2,54                       |
|                            | Indipendente                           | Daniel Page                | 306                        | 0,54                       |
|                            | UKIP                                   | Duncan Odgers              | 259                        | 0,46                       |
|                            |                                        |                            |                            |                            |
| Iscritti                   | Iscritti                               | Iscritti                   | 82 043                     | 100,00                     |
| ↳ Votanti (% su iscritti)  | ↳ Votanti (% su iscritti)              | ↳ Votanti (% su iscritti)  | 56 192                     | 68,49                      |
| ↳ Astenuti (% su iscritti) | ↳ Astenuti (% su iscritti)             | ↳ Astenuti (% su iscritti) | 25 851                     | 31,51                      |
|                            |                                        |                            |                            |                            |
|                            | Esito: collegio confermato a Laburista |                            |                            |                            |

| Partito                    | Partito                                | Candidato                  | Risultati 8 giugno 2017 | Risultati 8 giugno 2017 |
| Partito                    | Partito                                | Candidato                  | Voti                    | %                       |
| -------------------------- | -------------------------------------- | -------------------------- | ----------------------- | ----------------------- |
|                            | Laburista                              | Ben Bradshaw               | 34 336                  | 61,95                   |
|                            | Conservatore                           | James Taghdissian          | 18 219                  | 32,87                   |
|                            | Lib Dem                                | Vanessa Newcombe           | 1 562                   | 2,82                    |
|                            | Verdi                                  | Joe Levy                   | 1 027                   | 1,85                    |
|                            | Indipendente                           | Jonathan West              | 212                     | 0,38                    |
|                            | Indipendente                           | Jonathan Bishop            | 67                      | 0,12                    |
|                            |                                        |                            |                         |                         |
| Iscritti                   | Iscritti                               | Iscritti                   | 77 298                  | 100,00                  |
| ↳ Votanti (% su iscritti)  | ↳ Votanti (% su iscritti)              | ↳ Votanti (% su iscritti)  | 55 423                  | 71,70                   |
| ↳ Astenuti (% su iscritti) | ↳ Astenuti (% su iscritti)             | ↳ Astenuti (% su iscritti) | 21 875                  | 28,30                   |
|                            |                                        |                            |                         |                         |
|                            | Esito: collegio confermato a Laburista |                            |                         |                         |

| Partito                    | Partito                                | Candidato                  | Risultati 7 maggio 2015 | Risultati 7 maggio 2015 |
| Partito                    | Partito                                | Candidato                  | Voti                    | %                       |
| -------------------------- | -------------------------------------- | -------------------------- | ----------------------- | ----------------------- |
|                            | Laburista                              | Ben Bradshaw               | 25 062                  | 46,40                   |
|                            | Conservatore                           | Dom Morris                 | 17 879                  | 33,10                   |
|                            | UKIP                                   | Keith Crawford             | 5 075                   | 9,40                    |
|                            | Verdi                                  | Diana Moore                | 3 491                   | 6,46                    |
|                            | Lib Dem                                | Joel Mason                 | 2 321                   | 4,30                    |
|                            | TUSC                                   | Ed Potts                   | 190                     | 0,35                    |
|                            |                                        |                            |                         |                         |
| Iscritti                   | Iscritti                               | Iscritti                   | 76 948                  | 100,00                  |
| ↳ Votanti (% su iscritti)  | ↳ Votanti (% su iscritti)              | ↳ Votanti (% su iscritti)  | 54 018                  | 70,20                   |
| ↳ Astenuti (% su iscritti) | ↳ Astenuti (% su iscritti)             | ↳ Astenuti (% su iscritti) | 22 930                  | 29,80                   |
|                            |                                        |                            |                         |                         |
|                            | Esito: collegio confermato a Laburista |                            |                         |                         |

| Partito                    | Partito                                | Candidato                  | Risultati 6 maggio 2010 | Risultati 6 maggio 2010 |
| Partito                    | Partito                                | Candidato                  | Voti                    | %                       |
| -------------------------- | -------------------------------------- | -------------------------- | ----------------------- | ----------------------- |
|                            | Laburista                              | Ben Bradshaw               | 19 942                  | 38,17                   |
|                            | Conservatore                           | Hannah Foster              | 17 221                  | 32,96                   |
|                            | Lib Dem                                | Graham Oakes               | 10 581                  | 20,25                   |
|                            | UKIP                                   | Keith Crawford             | 1 930                   | 3,69                    |
|                            | Liberale                               | Chris Gale                 | 1 108                   | 2,12                    |
|                            | Verdi                                  | Paula Black                | 792                     | 1,52                    |
|                            | BNP                                    | Robert Farmer              | 673                     | 1,29                    |
|                            |                                        |                            |                         |                         |
| Iscritti                   | Iscritti                               | Iscritti                   | 77 174                  | 100,00                  |
| ↳ Votanti (% su iscritti)  | ↳ Votanti (% su iscritti)              | ↳ Votanti (% su iscritti)  | 52 247                  | 67,70                   |
| ↳ Astenuti (% su iscritti) | ↳ Astenuti (% su iscritti)             | ↳ Astenuti (% su iscritti) | 24 927                  | 32,30                   |
|                            |                                        |                            |                         |                         |
|                            | Esito: collegio confermato a Laburista |                            |                         |                         |

### Elezioni negli anni 2000
| Partito                    | Partito                                | Candidato                  | Risultati 5 maggio 2005 | Risultati 5 maggio 2005 |
| Partito                    | Partito                                | Candidato                  | Voti                    | %                       |
| -------------------------- | -------------------------------------- | -------------------------- | ----------------------- | ----------------------- |
|                            | Laburista                              | Ben Bradshaw               | 22 619                  | 41,07                   |
|                            | Conservatore                           | Peter Cox                  | 14 954                  | 27,16                   |
|                            | Lib Dem                                | Jon Underwood              | 11 340                  | 20,59                   |
|                            | Liberale                               | Margaret Danks             | 2 214                   | 4,02                    |
|                            | Verdi                                  | Tim Brenan                 | 1 896                   | 3,44                    |
|                            | UKIP                                   | Mark Fitzgeorge-Parker     | 1 854                   | 3,37                    |
|                            | Indipendente                           | John Stuart                | 191                     | 0,35                    |
|                            |                                        |                            |                         |                         |
| Iscritti                   | Iscritti                               | Iscritti                   | 84 981                  | 100,00                  |
| ↳ Votanti (% su iscritti)  | ↳ Votanti (% su iscritti)              | ↳ Votanti (% su iscritti)  | 55 068                  | 64,80                   |
| ↳ Astenuti (% su iscritti) | ↳ Astenuti (% su iscritti)             | ↳ Astenuti (% su iscritti) | 29 913                  | 35,20                   |
|                            |                                        |                            |                         |                         |
|                            | Esito: collegio confermato a Laburista |                            |                         |                         |

| Partito                    | Partito                                | Candidato                  | Risultati 7 giugno 2001 | Risultati 7 giugno 2001 |
| Partito                    | Partito                                | Candidato                  | Voti                    | %                       |
| -------------------------- | -------------------------------------- | -------------------------- | ----------------------- | ----------------------- |
|                            | Laburista                              | Ben Bradshaw               | 26 194                  | 49,78                   |
|                            | Conservatore                           | Anne Jobson                | 14 435                  | 27,43                   |
|                            | Lib Dem                                | Richard Copus              | 6 512                   | 12,38                   |
|                            | Liberale                               | David J Morrish            | 2 596                   | 4,93                    |
|                            | Verdi                                  | Paul Edwards               | 1 240                   | 2,36                    |
|                            | UKIP                                   | John Stuart                | 1 109                   | 2,11                    |
|                            | Alleanza Socialista                    | Francis Choules            | 530                     | 1,01                    |
|                            |                                        |                            |                         |                         |
| Iscritti                   | Iscritti                               | Iscritti                   | 81 956                  | 100,00                  |
| ↳ Votanti (% su iscritti)  | ↳ Votanti (% su iscritti)              | ↳ Votanti (% su iscritti)  | 52 616                  | 64,20                   |
| ↳ Astenuti (% su iscritti) | ↳ Astenuti (% su iscritti)             | ↳ Astenuti (% su iscritti) | 29 340                  | 35,80                   |
|                            |                                        |                            |                         |                         |
|                            | Esito: collegio confermato a Laburista |                            |                         |                         |

## Risultati dei referendum

### Referendum sulla permanenza del Regno Unito nell'Unione europea del 2016
|             | Collegio    | Lasciare UE % | Rimanere in UE % |
| ----------- | ----------- | ------------- | ---------------- |
|             | Exeter      | 44,5%         | 55,5%            |
|             | Inghilterra | 53,3%         | 46,7%            |
| Regno Unito | 51,9%       | 48,1%         |                  |